# سوگول
سوگول (به لاتین: Sugul) یک منطقهٔ مسکونی در روسیه است که در جمهوری آلتای واقع شده‌است.